# Limfugning
Limfugning er inden for snedkeri sammenlimning af smallere brædder til bredere ved en limfuge på den smalle langside (kantsiden) af brædderne.
Formålet med at limfuge kan være at få rådighed over bredere brædder, end man har på lager; men det limfugede bræt slår sig også mindre end et bræt, der er udskåret i samme bredde i ét stykke. Ved limfugning vil man skifte mellem retside og splintside opad.